# 883 (numero)
Ottocentoottantatré (883) è il numero naturale dopo l'882 e prima dell'884.

## Proprietà matematiche
- È un numero dispari.
- È un numero primo.
- È un numero primo troncabile a sinistra.
- È un numero palindromo nel sistema numerico esadecimale.
- È un numero fortunato.
- È un numero colombiano nel sistema numerico decimale.
- È parte della terna pitagorica (883, 389844, 389845).

## Astronomia
- 883 Matterania è un asteroide della fascia principale.
- NGC 883 è una galassia lenticolare della costellazione della Balena.

## Astronautica
- Cosmos 883 è un satellite artificiale russo.